# جنبش متحد ژوئن
جنبش متحد ژوئن (به ترکی: Birleşik Haziran Hareketi, BHH) ائتلافی سیاسی است که از سازمان‌های سیاسی مارکسیست-لنینیست، احزاب سوسیالیست، کمونیست و چپ، افراد مستقل و چندین سازمان غیر دولتی چپ در ترکیه تشیل شده‌است.
جنبش متحد ژوئن (ب.هـ.هـ) از طرف بنیانگذارانش به عنوان یک اتحاد سیاسی ضدسرمایه‌داری، ضدامپریالیسم، ضدفاشیسم و ضد ارتجاع تعریف شده‌است. جنبش متحد ژوئن از صف گسترده‌ای از احزاب و گروه‌ها تشکیل شده که حزب چپ، حزب کمونیست، حزب کمونیست خلق ترکیه، حزب جنبش کارگری، حزب آزادی سوسیالیستی (قبلاً با نام حزب کمونیست ترکیه ۱۹۲۰ شناخته می‌شد) و جنبش انقلابی را شامل می‌شود.
ارطغرل کورکچو ریاست افتخاری حزب دموکراتیک خلق‌ها و سخنگوی مشترک کنگره دموکراتیک خلق‌ها در فوریهٔ ۲۰۱۵ به جنبش متحد ژوئن نزدیک شد و پیشنهاد کرد که در انتخابات سراسری ترکیه در ژوئن ۲۰۱۵ لیست مشترکی ارائه کنند.